# Узедом (місто)
Узедом (нім. Usedom) — місто в Німеччині, розташоване в землі Мекленбург-Передня Померанія. Входить до складу району Передня Померанія-Грайфсвальд. Складова частина об'єднання громад Узедом-Зюд.
Площа — 38,54 км2. Населення становить 1747 ос. (станом на 31 грудня 2020).

## Галерея

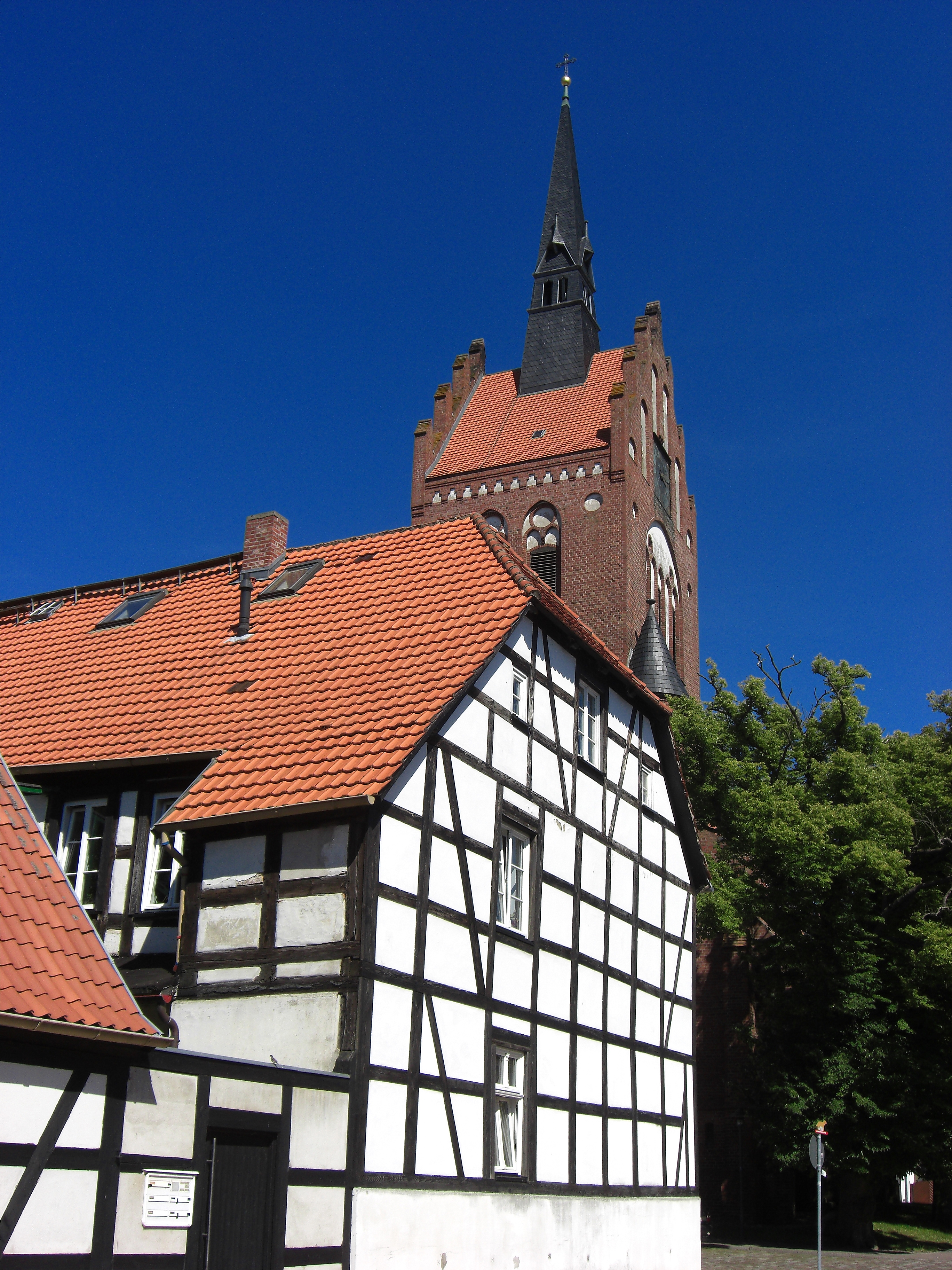
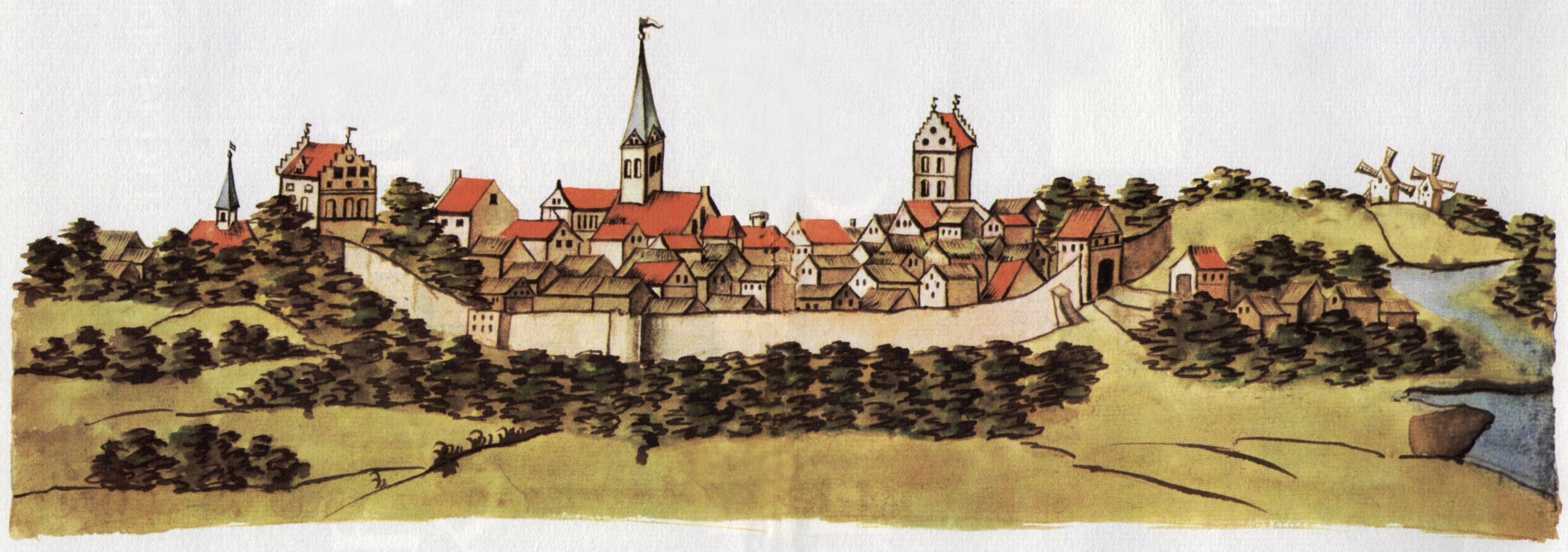
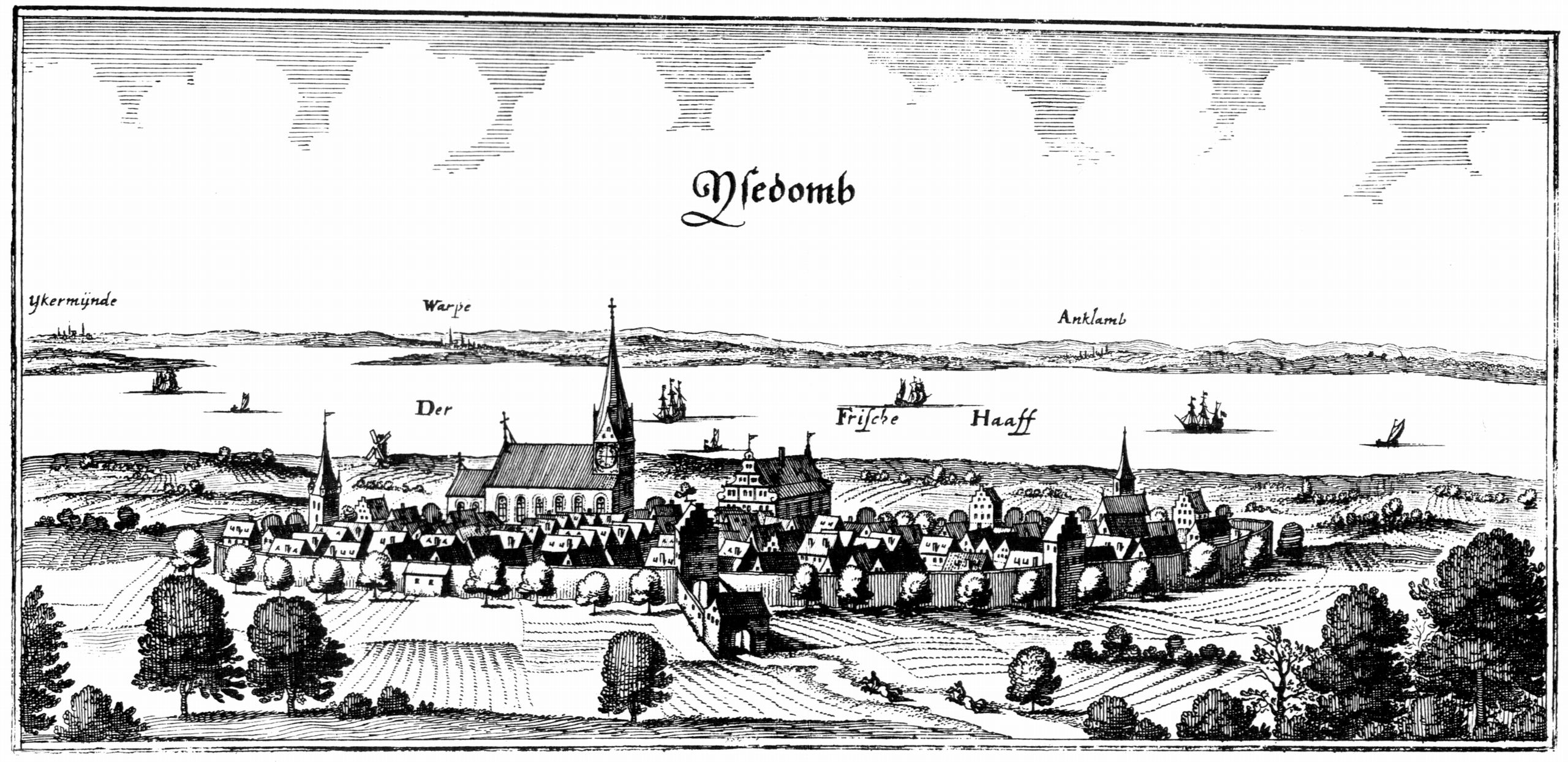
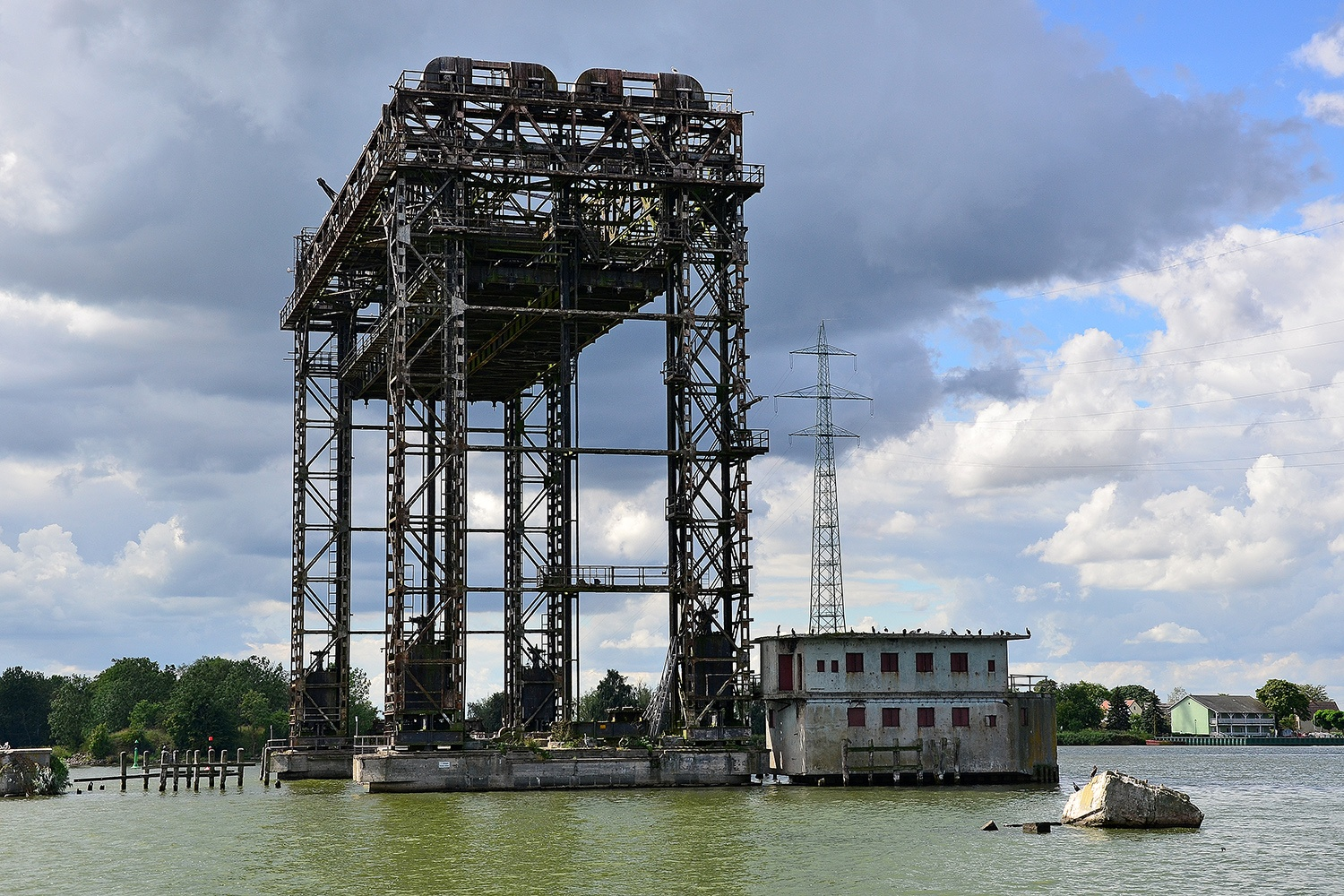
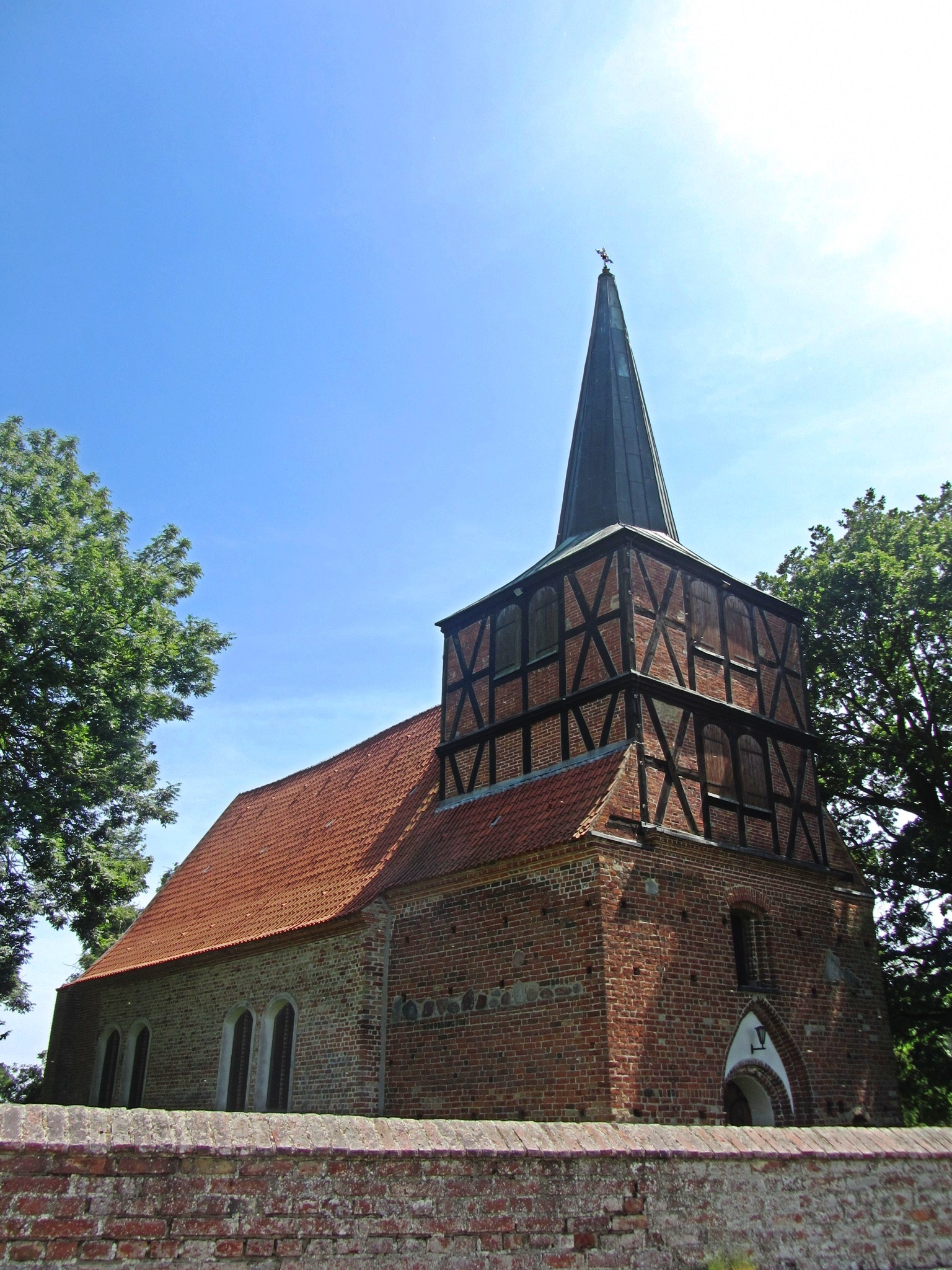
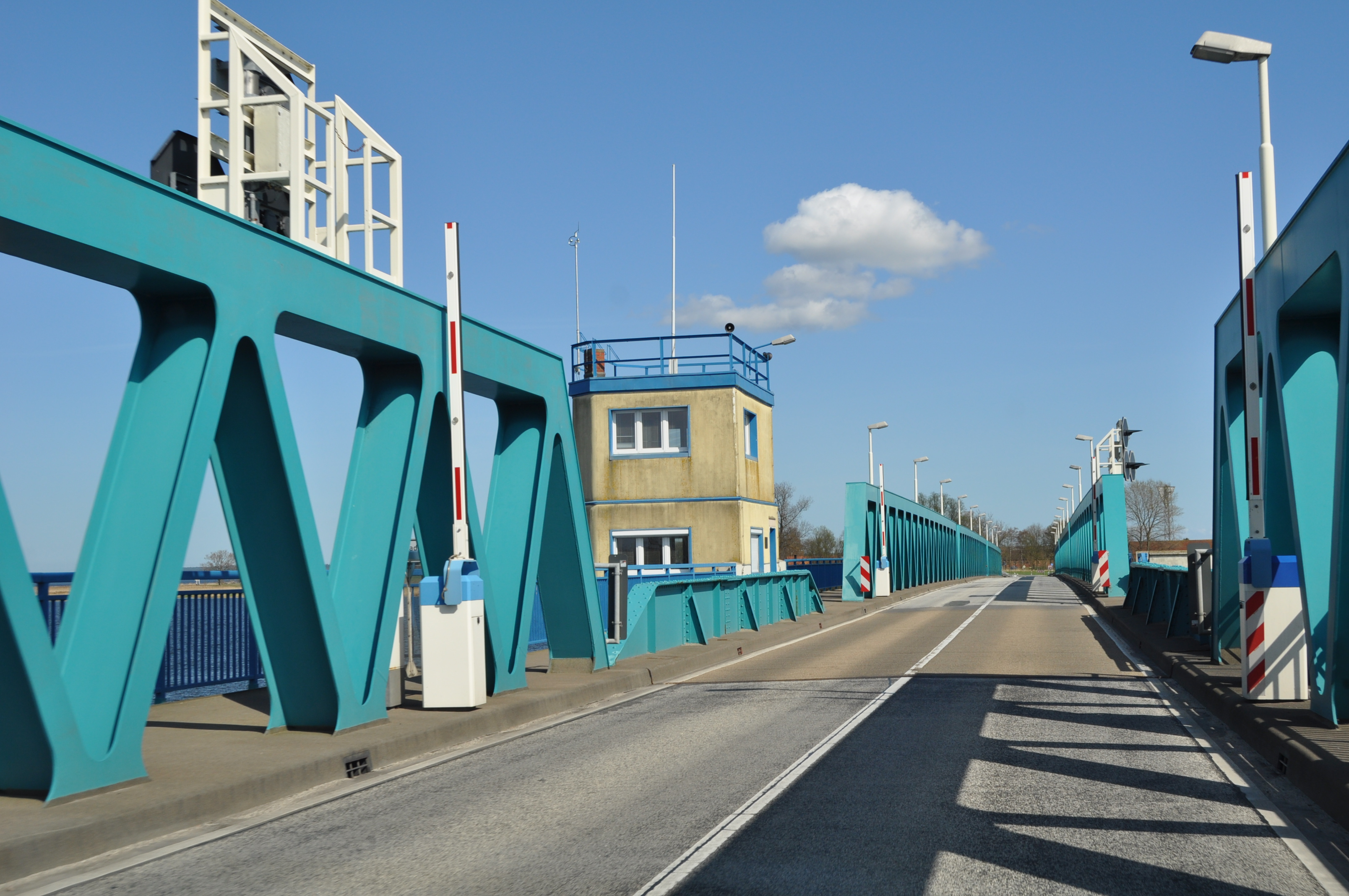